# 至聖三者大聖堂 (サンクトペテルブルク)
サンクトペテルブルクの至聖三者大聖堂またはトロイツキー大聖堂（Троице-Измайловский собор）はロシア、サンクトペテルブルクにあるロシア正教会の大聖堂。1828年から1835年の間にワシリー・スターソフによってフォンタンカ川の南に帝政様式末期のスタイルで建築されている。また露土戦争を記念した塔が1886年,北側に立てられた。サンクトペテルブルク歴史地区と関連建造物群の「サンクトペテルブルク歴史地区」の建築物の1つとして1990年、世界遺産に登録されている。最大で3000人収容できるこの聖堂のドームの高さは80m。